# Tunnel Sveti Rok
Der Tunnel "Sveti Rok" ist ein Doppeltunnel an der A1 in Kroatien. Der 5727 m lange Tunnel führt durch das Velebit-Gebirge und verbindet das Binnenland Mittelkroatiens, die Region Lika, mit der Küstengegend Dalmatiens. Nach dem Mala-Kapela-Tunnel ist er der zweitlängste Tunnel des Landes. 
Beide Tunnelröhren wurden mittels der Neuen Österreichischen Tunnelbauweise (NÖT bzw. NATM) gebaut. Die Sicherheitssysteme in beiden Röhren gehören zu den modernsten Europas.

## Verlauf
Der Tunnel ist 5727 m lang und führt durch das Velebit-Gebirge zwischen den Ortschaften Sveti Rok (nach dieser Ortschaft wurde der Tunnel benannt) im Norden und Maslenica im Süden. Die Autobahn A1 führt unweit des Tunnels über die Meerenge von Maslenica (kroat. Masleničko ždrilo) nach Zadar. Die Maslenica-Brücke, die als strategisch-bedeutendes Nord-Süd-Verkehrsnadelöhr bekannt ist, war im Kroatienkrieg Schauplatz heftiger Kämpfe und wurde im Rahmen dessen zerstört. Nach dem Krieg wurde die Maslenica-Autobahnbrücke in Rekordzeit in einigen Metern Entfernung zur vorigen Brücke erbaut. An der alten Stelle wurde erst einige Jahre später eine zweite Brücke für den Regionalverkehr errichtet, da die Autobahn mautpflichtig ist.
Der Bau des Tunnels Sveti Rok wurde sogar in Kriegszeiten vorangetrieben, als die Gegend von Maslenica heftig umkämpft war (Baubeginn 1993). Dies zeugt von der verkehrsstrategischen Priorität dieses Tunnels. Die Weströhre wurde 2003 für den Verkehr freigegeben. Die zweite Röhre war zu diesem Zeitpunkt bereits fertiggestellt. Mit der nachträglichen Ausstattung wurde aus Kostengründen jedoch erst 2007 begonnen. Am 30. Mai 2009 erfolgte die Verkehrsfreigabe der Oströhre.
Aufgrund der großen klimatischen Unterschiede herrschen an der Südseite des Velebit im Herbst und im Frühjahr starke Winde vor (Bora). Es kann daher vereinzelt vorkommen, dass die Autobahn A1 ab Maslenica, einschließlich des Tunnels Sveti Rok für den Verkehr gesperrt wird. Die starken Fallwinde erlauben nämlich keinen Verkehr über die Maslenica-Brücke und über die Meerenge von Maslenica. Die kroatischen Verkehrsbehörden testen bereits Methoden zur Eindämmung der Fallwinde, um eine ununterbrochene Aufrechterhaltung des Verkehrs zu gewährleisten.

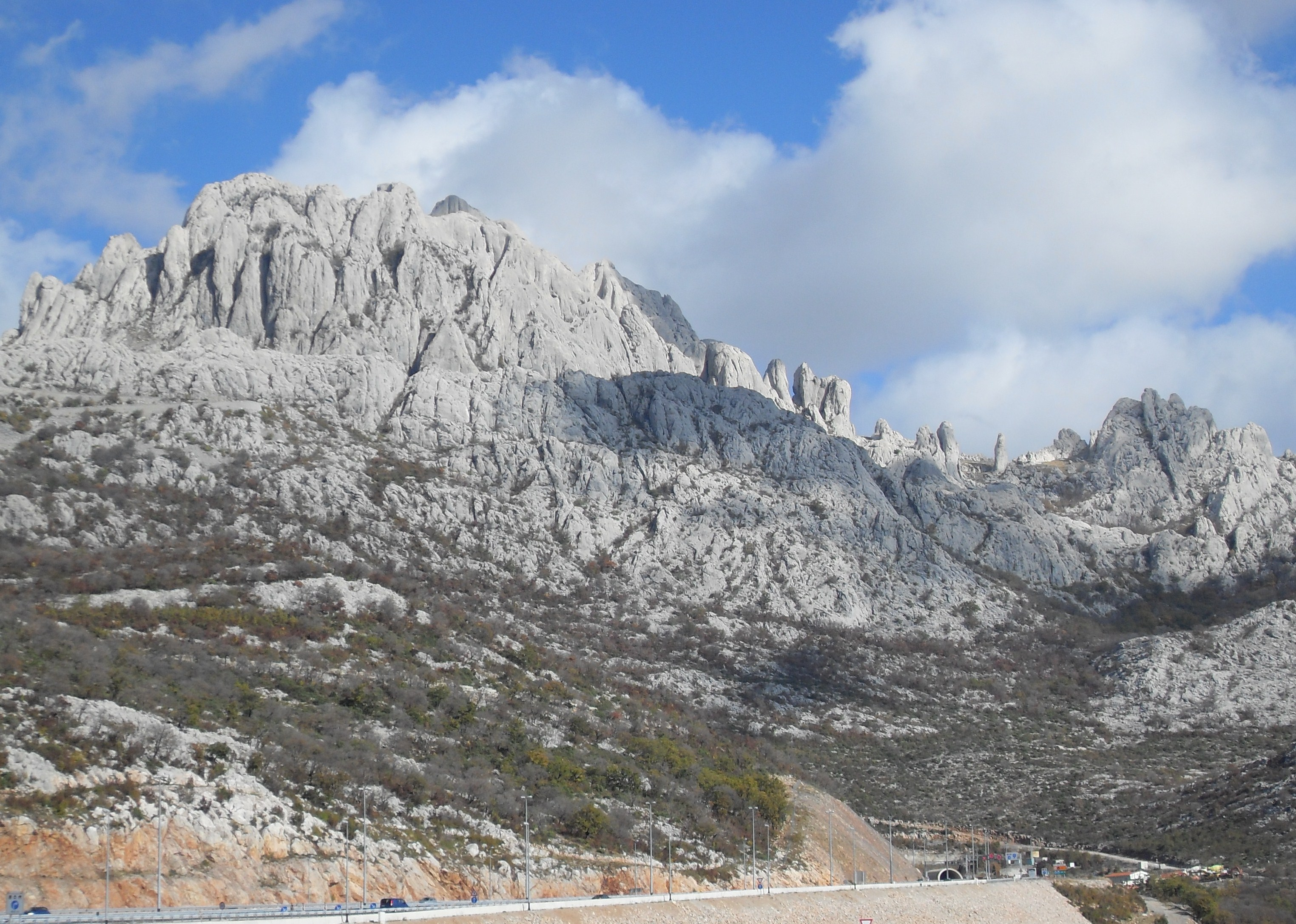
Der Sveti-Rok-Tunnel durchquert das Velebit-Gebirge
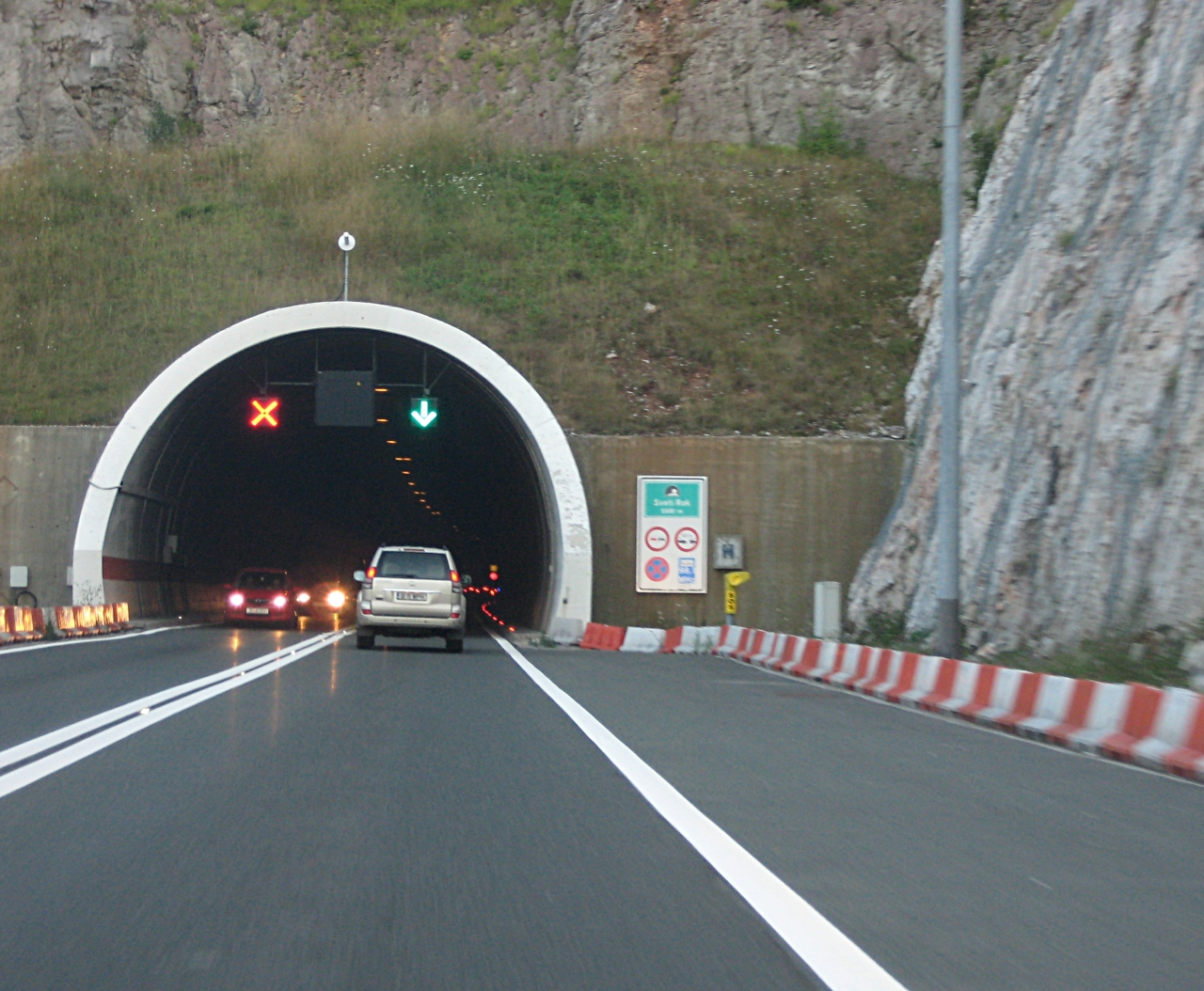
Nordportal der Weströhre (August 2007)
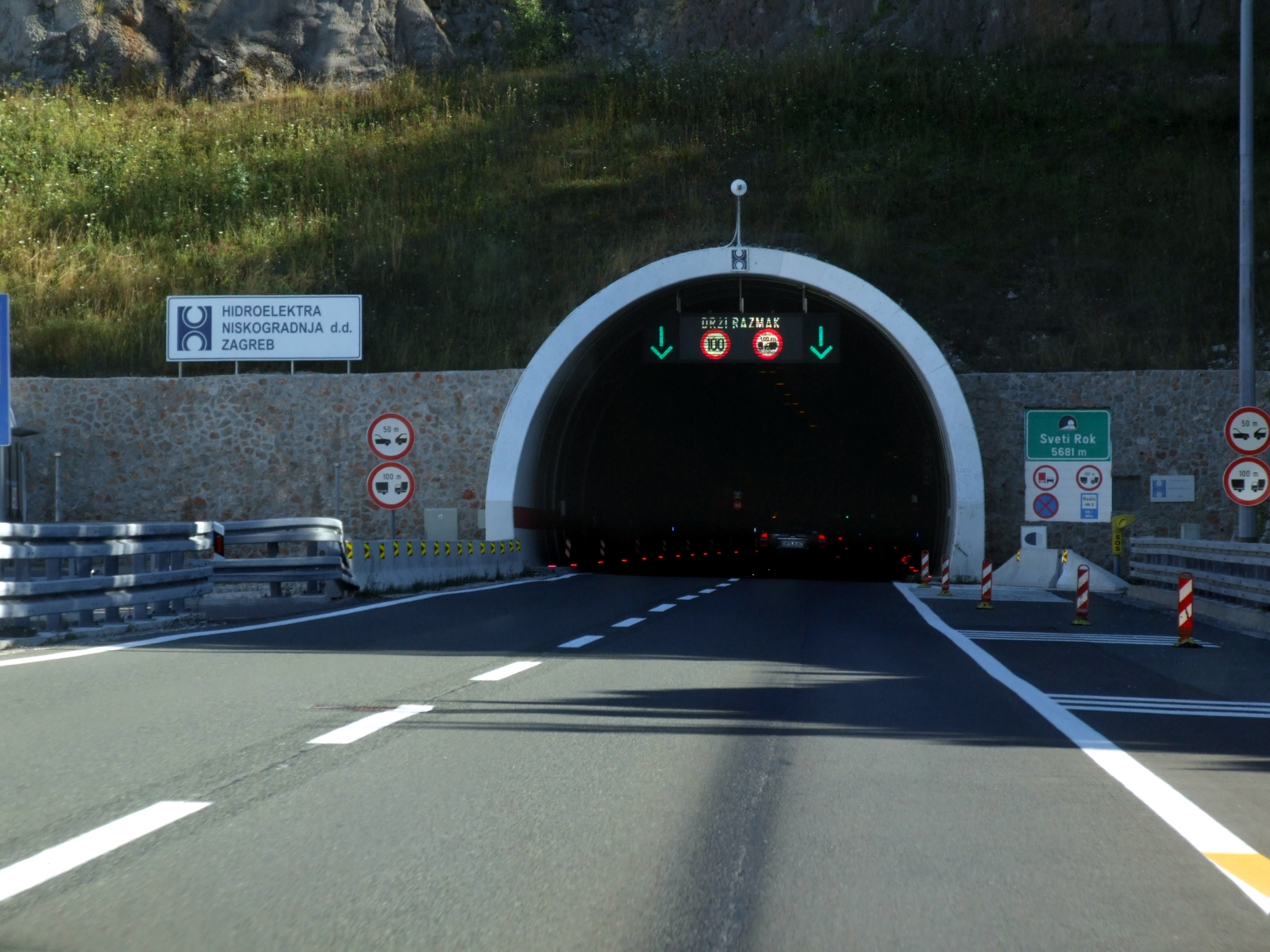
Nordportal der Weströhre (August 2010)